# Carolina Panthers
Carolina Panthers je profesionální klub amerického fotbalu, který sídlí v Charlotte ve státě Severní Karolína. V současné době je členem South Division (Jižní divize) National Football Conference (NFC, Národní fotbalové konference) National Football League (NFL, Národní fotbalové ligy). Tým se spolu s Jacksonville Jaguars připojil k NFL v roce 1995, od té doby zaznamenal 125 vítězství, 141 porážek a jednu účast v Super Bowlu, v roce 2003 podlehli Panthers 29:32 New England Patriots.

## Hráči

### Členové Síně slávy profesionálního fotbalu

#### Hráči
- 2006 - Reggie White
- 2016 - Kevin Greene

#### Funkcionáři
- Bill Polian - generální manažer

### Vyřazená čísla
- 51: Sam Mills

### Draft
Hráči draftovaní v prvním kole za posledních deset sezón:
| Rok  | Pořadí | Jméno hráče         | Pozice            | Univerzita                |
| 2010 |        | nikdo               |                   |                           |
| 2011 | 1      | Cam Newton          | Quarterback       | Auburn University         |
| 2012 | 9      | Luke Kuechly        | Inside linebacker | Boston College            |
| 2013 | 14     | Star Lotulelei      | Defensive tackle  | University of Utah        |
| 2014 | 28     | Kelvin Benjamin     | Wide receiver     | Florida State University  |
| 2015 | 25     | Shaq Thompson       | Inside linebacker | University of Washington  |
| 2016 | 30     | Vernon Butler       | Defensive tackle  | Louisiana Tech University |
| 2017 | 8      | Christian McCaffrey | Running back      | Stanford University       |
| 2018 | 24     | D. J. Moore         | Wide receiver     | University of Maryland    |
| 2019 | 16     | Brian Burns         | Defensive end     | Florida State University  |